# Daux
Daux este o comună în departamentul Haute-Garonne din sudul Franței. În 2009 avea o populație de 1.810 de locuitori.

## Evoluția populației
| An        | 1975 | 1982  | 1990  | 1999  | 2006  | 2009  |
| --------- | ---- | ----- | ----- | ----- | ----- | ----- |
| Populație | 785  | 1.059 | 1.144 | 1.253 | 1.655 | 1.810 |

## Monumente

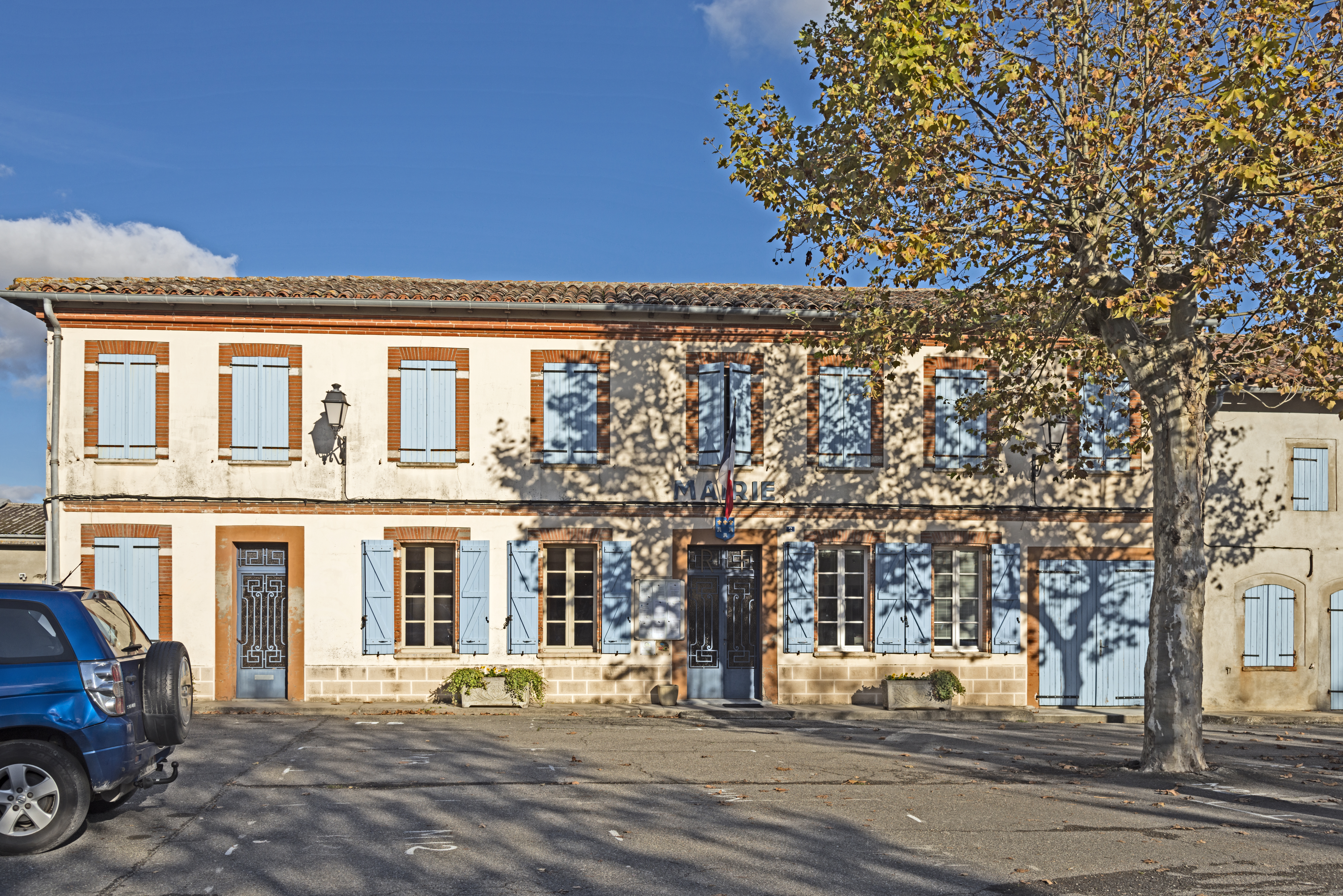
Primărie
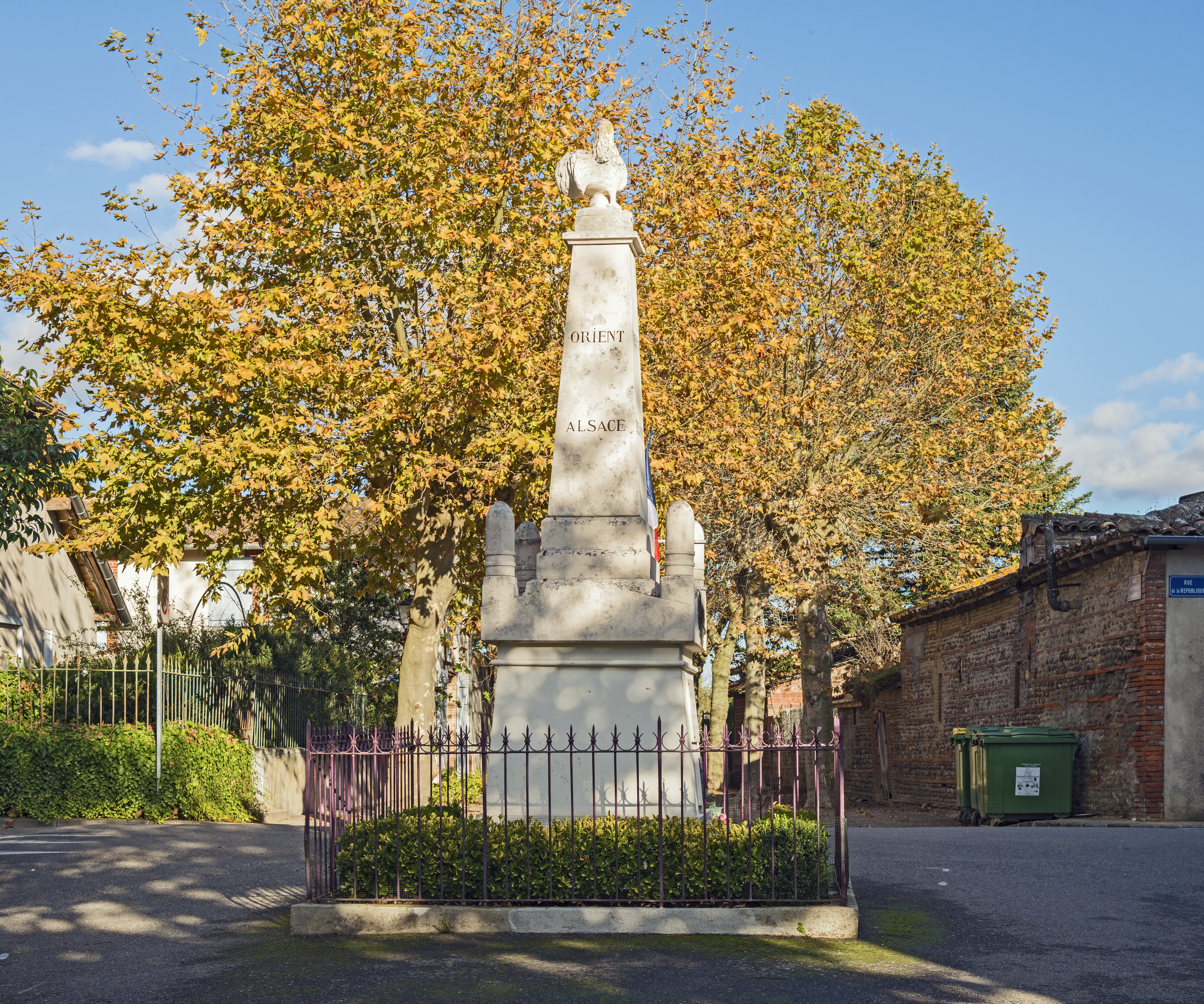
Memorial de război
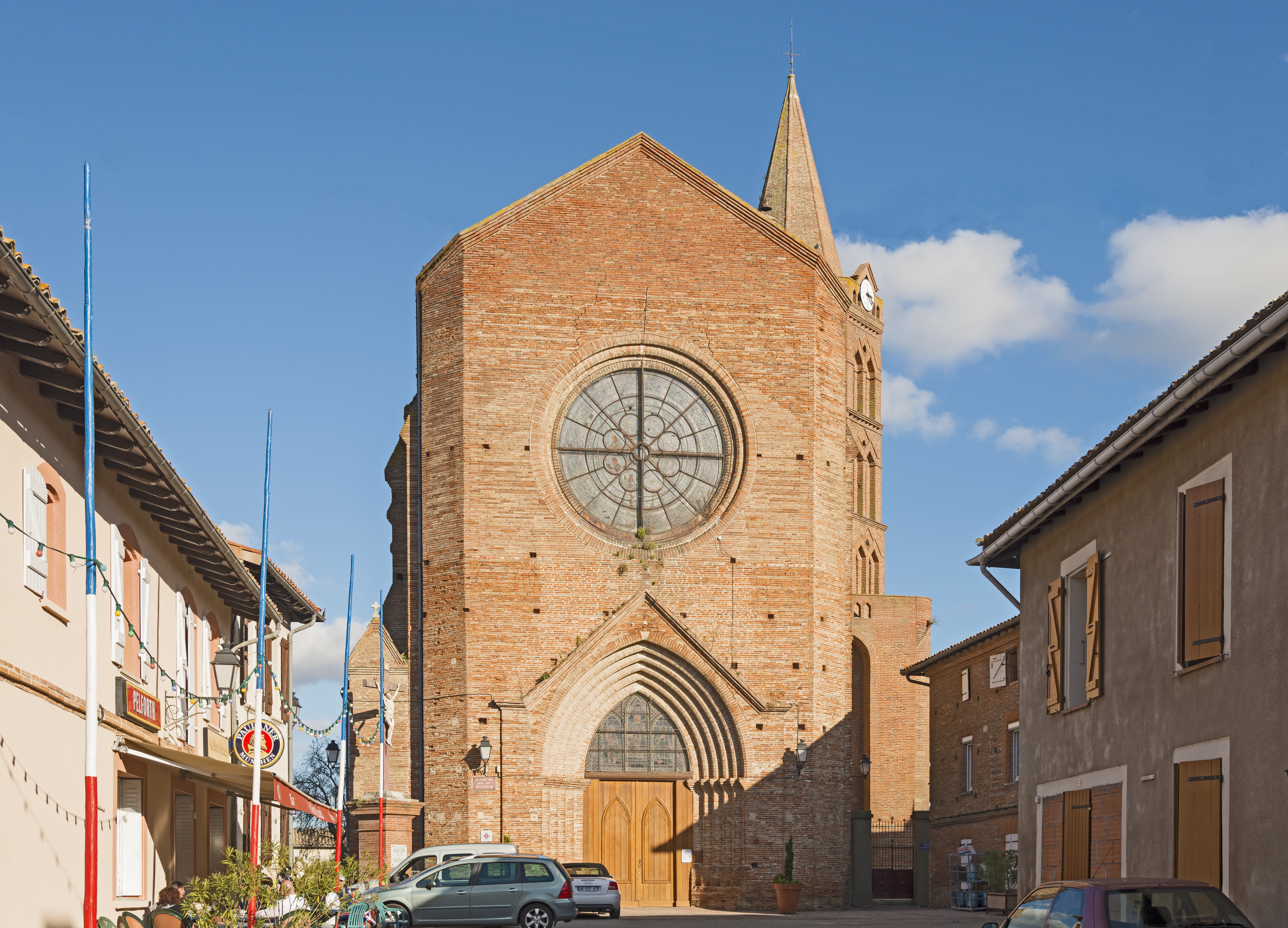
Biserică
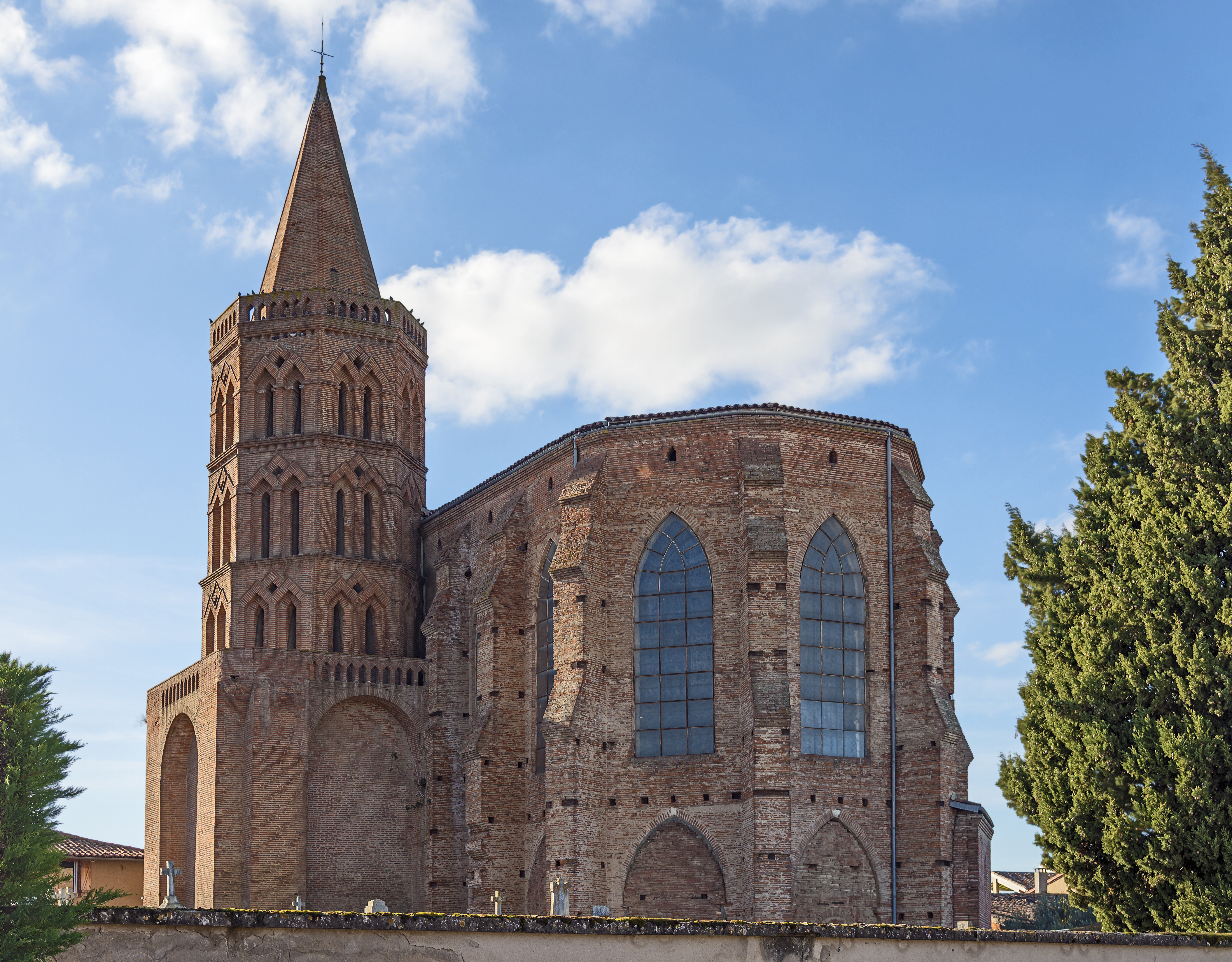
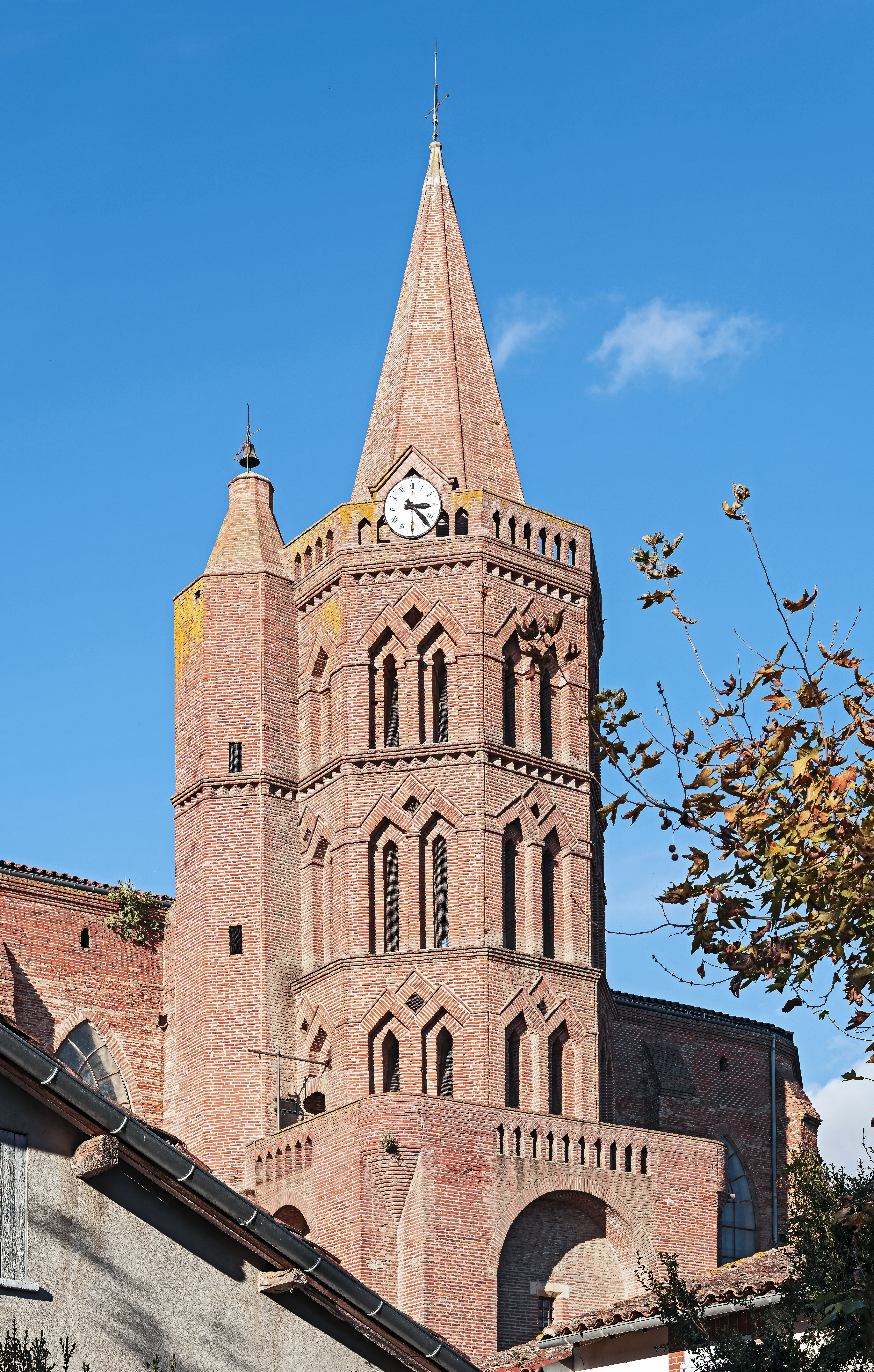